# Hypotrachyna oostingii
Hypotrachyna oostingii är en lavart som först beskrevs av J. P. Dey, och fick sitt nu gällande namn av Hale. Hypotrachyna oostingii ingår i släktet Hypotrachyna och familjen Parmeliaceae.   Inga underarter finns listade i Catalogue of Life.